# Spengler (Familienname)
Spengler ist ein deutscher Familienname.

## Namensträger
- Albrecht Spengler (1912–1967), deutscher Jurist und Richter am Bundesgerichtshof
- Alexander Spengler (1827–1901), Schweizer Kurarzt und Revolutionär
- Andreas Spengler (* 1947), deutscher Psychiater und Psychotherapeut
- Anja Spengler (* 1966), deutsche Tischtennisspielerin
- Bernhard Spengler (* 1960), deutscher Chemiker und Hochschullehrer
- Brigitte Degler-Spengler (1941–2015), Schweizer Historikerin
- Bruno Spengler (* 1983), kanadischer Rennfahrer
- Carl Spengler (1860–1937), Schweizer Mediziner und Sportmäzen
- Carl Martin Spengler (* 1960), deutscher Schauspieler
- Christine Spengler (* 1945), französische Fotografin
- Christoph Spengler (* 1969), deutscher Kirchenmusiker
- Dagmar Spengler (* 1974), deutsche Cellistin
- Erich Spengler (1886–1962), österreichischer Geologe
- Ernst Spengler (1935–2024), Schweizer Psychotherapeut
- Evaristo Pascoal Spengler (* 1959), brasilianischer Ordensgeistlicher, Prälat von Marajó
- Fernando Spengler (* 1979), kubanisch-deutscher Sänger, Schauspieler und Songwriter
- Friederike Spengler (* 1968), deutsche evangelische Pfarrerin und Regionalbischöfin
- Friedrich Spengler (1869–1940), deutscher Gewerkschafter und Politiker (SPD)
- Friedrich Spengler (Bezirksoberamtmann) (1881–1966), deutscher Bezirksamtsvorstand in Amberg
- Fritz Spengler (1908–2003), deutscher Handballspieler
- Günter Spengler (1912–1973), deutscher Chemiker und Hochschullehrer
- Gustav Spengler (1913–1992), deutscher Psychologe
- Hans-Dieter Spengler (Rechtswissenschaftler) (* 1963), deutscher Rechtswissenschaftler
- Hans-Dieter Spengler (Fußballspieler) (1939–2015), deutscher Fußballspieler
- Heinrich Spengler (1894–1966), Schweizer Apotheker
- Helmut Spengler (* 1931), evangelischer Theologe und Kirchenpräsident von Hessen und Nassau
- Horst Spengler (* 1950), deutscher Handballspieler
- Jacob Spengler (1537–1613), Schweizer Bürgermeister
- Jaime Spengler (* 1960), brasilianischer Ordensgeistlicher, Erzbischof von Porto Alegre, Kardinal
- Jakob Heinrich Spengler (1848–1916), Schweizer Kaufmann
- Jana Spengler (* 1995), deutsche Fußballspielerin
- Jannis Spengler (* 1972), griechisch-deutscher Schauspieler
- Jeronimus Spengler (1589–1635), schweizerisch-deutscher Glasmaler
- Johan Conrad Spengler (1767–1838), dänischer Kunstkammerverwalter
- Johann Adam Spengler (1726–1790), Schweizer Hafner
- Johannes Spengler (1629–1700), Schweizer Bürgermeister
- Johannes Theodorus van Spengler (1790–1856), niederländischer Militär und Politiker
- Jörg Spengler (1938–2013), deutscher Segler
- Karl Spengler (Journalist) (1901–1976), deutscher Journalist und Schriftsteller
- Lazarus Spengler (1479–1534), Nürnberger Ratsherr und Reformationsförderer
- Lorenz Spengler (1720–1807), Schweizer Kunsthandwerker und Naturwissenschaftler
- Lucius Spengler (1858–1923), Schweizer Mediziner
- Ludwig Spengler (1818–1866), deutscher Mediziner
- Lukas Spengler (* 1994), Schweizer Radrennfahrer
- Mia Spengler (* 1986), deutsche Regisseurin
- Oskar Spengler (1880–1947), deutscher Chemiker und Zuckertechnologe
- Oswald Spengler (1880–1936), deutscher Geschichtsphilosoph
- Pierre Spengler (* 1947), französischer Filmproduzent
- Rudolf Spengler (Offizier) (1875–1955), niederländischer Marineoffizier und Erfinder
- Rudolf Spengler (Handballspieler) (1928–2019), deutscher Handballspieler und Handballtrainer
- Stephan Spengler (* 1983), deutscher Ringer
- Theodor Spengler (1886–1965), Schweizer Chemiker
- Thomas Spengler (* 1963), deutscher Logistikwissenschaftler
- Tilman Spengler (* 1947), deutscher Autor
- Volker Spengler (1939–2020), deutscher Schauspieler
- Walter Spengler (1896–1930), deutscher Pilot
- Walter Spengler (Unternehmer) (1917–1988), Schweizer Unternehmer, Gründer des Versandhaus Spengler AG, Kunstmäzen
- Wilhelm Spengler (1907–1961), deutscher SS-Standartenführer